# Tamparan
Tamparan (Bayan ng Tamparan) är en kommun i Filippinerna. Kommunen ligger på ön Mindanao, och tillhör provinsen Lanao del Sur. Folkmängden uppgår till 19 975 invånare.

## Barangayer
Tamparan är indelat i 44 barangayer.
| - Bocalan - Bangon - Cabasaran - Dilausan - Lalabuan - Lilod Tamparan - Lindongan - Linuk - Occidental Linuk - Linuk Oriental - Lumbaca Ingud - Lumbacaingud South - Lumbaca Lilod - Balutmadiar - Mala-abangon | - Maliwanag - Maidan Linuk - Miondas - New Lumbacaingud - Pimbago-Pagalongan - Pagayawan - Picarabawan - Poblacion I - Poblacion II - Poblacion III - Poblacion IV - Raya Niondas - Raya Buadi Barao - Raya Tamparan - Salongabanding | - Saminunggay - Talub - Tatayawan North - Tatayawan South - Tubok - Beruar - Dasomalong - Ginaopan - Lumbac - Minanga - Lilod Tubok - Mariatao Datu - Pagalamatan Linuk - Pindolonan Mariatao Sarip |